# Xterm
xterm är en allmänt använd terminalemulator för X Window System. Enligt utvecklaren emulerar xterm vt102 rätt fullständigt, vt220 utom vad gäller uppladdning av fonter och tektronix 4014 och har också egenskaper som saknas i dessa, såsom stöd för mus, olika fonter, olika tangentuppsättningar och växling mellan alternativa vyer. De förra terminaltyperna emuleras i viss mån av de flesta terminalemulatorer, tektronix-emulationen ger stöd för vektorgrafik.
xterm var under många år referensimplementationen för en terminalemulator under X och levererades med de flesta X-distributioner. Många andra terminalemulatorer har skapats som varianter på xterm.
Olika egenskaper kan anpassas för egna behov dels genom ”X-resurser” och kommandoradsparametrar, dels genom menyer som fås fram genom att hålla kontrolltangenten nere medan man trycker på musens knappar.